# Hartwin Kramer
Hartwin Kramer (* 26. August 1939 in Vechta; † 27. Januar 2012 in Oldenburg) war ein deutscher Jurist. Er war von 1992 bis 2004 Präsident des Oberlandesgerichtes Oldenburg.

## Leben

### Ausbildung
Hartwin Kramer, Sohn eines Hochschuldozenten, absolvierte das Abitur am Alten Gymnasium Oldenburg. Danach studierte er Rechtswissenschaften in Bonn, Köln sowie Berlin und legte das 1. sowie das 2. Staatsexamen ab.

### Berufsweg
Im Jahr 1970 trat Kramer in den richterlichen Dienst ein. Er begann als Gerichtsassessor und war zunächst überwiegend in Weser-Ems als Richter tätig. Ab 1972 war er für zwei Jahre in der Verwaltung des Oberlandesgerichtes Oldenburg beschäftigt. Er wurde während dieser Zeit zum Richter am Landgericht Oldenburg ernannt. Im Jahr 1975 war er für ein Jahr im Niedersächsischen Justizministerium tätig, bevor 1977 die Ernennung zum Richter am Oberlandesgericht Oldenburg folgte. Daran schloss sich im Jahr 1986 die Ernennung zum Vorsitzenden Richter am Oberlandesgericht an.
Am 30. Oktober 1992 wurde Kramer zum Präsidenten des Oberlandesgerichtes Oldenburg ernannt. Er trat 2004 in den Ruhestand ein und Gerhard Kircher wurde sein Nachfolger.
Von 1993 bis 2004 war er Mitglied des Niedersächsischen Staatsgerichtshofes. Er engagierte sich zudem als Vorsitzender des Niedersächsischen Richterbundes.
Nach dem Transrapid-Unglück im Emsland im Jahr 2006 setzte ihn der niedersächsische Ministerpräsident Christian Wulff (CDU) als Ombudsmann ein, um Hinterbliebenen durch Verwaltung des Spendenfonds zu helfen.

### Ehrendoktor
Kramer wurde am 28. Juni 2004 in einem Festakt der Fakultät für Informatik, Wirtschafts- und Rechtswissenschaften der Carl von Ossietzky Universität Oldenburg für seine Verdienste um die Zusammenarbeit zwischen Universität und Justiz mit der Ehrendoktorwürde (Dr. jur. h. c.) ausgezeichnet. Er setzte sich bereits in den 1970er Jahren für die Juristenausbildung in Oldenburg ein. So beteiligte er sich an Diskussionen über eine europäische Juristenausbildung in Oldenburg und wurde ständiges Mitglied einer Arbeitsgruppe der Universitäten Groningen, Bremen und Oldenburg zur Schaffung der Hanse Law School sowie der Vorsitzende des Praxisbeirates der Hanse Law School.

## Auszeichnungen
- Ehrendoktorwürde (Dr. jur. h. c.) der Universität Oldenburg (2004)
- Verdienstkreuz 1. Klasse des Niedersächsischen Verdienstordens (2008)